# Borlești
Borlești is een Roemeense gemeente in het district Neamț.
Borlești telt 9509 inwoners.